# Cercidospora cephalodiorum
Cercidospora cephalodiorum är en lavart som först beskrevs av Dagmar Triebel och Grube, och fick sitt nu gällande namn av Grube. I den svenska databasen Dyntaxa används istället namnet Collemopsidium cephalodiorum. 
Cercidospora cephalodiorum ingår i släktet Collemopsidium, och familjen Xanthopyreniaceae. Arten är reproducerande i Sverige.